# Пегливанова, Майя Константиновна
Майя Константиновна Пегливанова (1925—1943) — советская подпольщица, член подпольной молодёжной организации «Молодая гвардия». По национальности армянка.

## Биография
Майя Пегливанова родилась в Ростове-на-Дону 20 мая 1925 года. В 1926 году умер её отец, и мать вместе с Майей переехали в посёлок Первомайку Краснодонского района Ворошиловградской области.
В 1932 году в возрасте семи лет Майя пошла в первый класс Первомайской школы № 6. Девочку любили её товарищи и учителя за её энергичность, справедливость, упорство, готовность всегда помочь другим. Уже в 6 классе Майя стала пионервожатой. В старшей школе она увлекалась химией и математикой. Её заинтересованность химией заметила её учительница — Александра Дубровина. Она стала заниматься с Майей дополнительно, девушки очень подружились. Впоследствии они вместе будут бороться в рядах «Молодой гвардии» против фашистских захватчиков.
В 1940 году Майю Пегливанову приняли в комсомол. Майя очень ответственно относилась к своим новым обязанностям, поэтому сначала её избрали секретарем комсомольской организации школы, а затем и членом райкома комсомола.
С первых дней войны Майя активно помогает старшим: работает в колхозе, организует сбор подарков для фронтовиков.
Когда Краснодон был оккупирован фашистами, Майя Пегливанова одной из первых вступила в подпольную организацию «Молодая гвардия». Она активно включается в борьбу: пишет и распространяет листовки, собирает медикаменты, ведет агитационную работу среди населения, помогает бежать советским военнопленным, принимает участие в подготовке боевых операций.
Чтобы её не угнали в Германию, Майя устраивается работать в клуб имени А. М. Горького, который открыли молодогвардейцы, чтобы отвлекать фашистов и полицаев представлениями, а тем временем устраивать собрания штаба организации.
Майя записалась в струнный, хоровой и драматический кружок.
11 января 1943 года Майю Пегливанову арестовали. Как и всех её товарищей, девушку подвергли жесточайшим пыткам, но она не ответила палачам ни слова, осталась верна своей клятве до конца.

Переводчик Рейбанд заявил матери, что на допросе Майя призналась, что она партизанка, и гордо бросила слова проклятия и презрения в лицо палачам. Майю пытали. Отрезали грудь, сломали ноги.
Полиция старалась скрыть от народа уничтожение партизан. Матерям, которые принесли передачу, на второй день после расстрела объявили, будто девушек увезли в исправлагеря.
На стенах камеры были надписаны имена девушек Майи Пегливановой, Шуры Дубровиной, Уляши Громовой и Герасимовой.
«Нас увозят…» — дальше неразборчиво. «Как жаль, что мы вас больше не увидим». «Да здравствует товарищ Сталин».

Труп Майи обезображен: отрезаны груди, переломаны ноги. Снята вся верхняя одежда.— (РГАСПИ. Ф. М-1. Оп. 53. Д. 331)
Когда молодогвардейцев везли на казнь, Майя была настолько измождена, что не могла идти самостоятельно, её несли на руках. В ночь с 15 на 16 января 1943 года фашисты сбросили Майю Пегливанову и ещё 48 молодогвардейцев в 58-метровый шурф шахты № 5.
1 марта 1943 года Майю и её товарищей похоронили в братской могиле героев в центре города Краснодона.

## Награды
- Орден Отечественной войны 1-й степени (посмертно)
- Медаль «Партизану Отечественной войны» 1-й степени (посмертно)